# キミのね
キミのねは、日本の音楽ユニット。

## 概要
2023年に活動開始した、日本の音楽ユニットである。
ストーリーテラーつむぎしゃちが紡ぎ出す物語に、サウンドクリエーター久下真音がメロディーを奏でた事で始まった音楽ユニット。
そこに新進気鋭のバイオリニスト舞氏が参加し、2023年春本格稼働開始。

## メンバー
- つむぎしゃち： ボーカル、ストーリーテラー
- 舞氏： ヴァイオリン
- 久下真音： サウンドプロデュース

## ディスコグラフィー

### シングル
レイドバックジャーニー（リリース:2024.04.24）
1. レイドバックジャーニー
2. ぼくの初恋心拍論
3. 恋愛パクチー
4. Laid Back Journey 〜Another Ensemble〜
5. レイドバックジャーニー　off vocal
6. ぼくの初恋心拍論　off vocal
7. 恋愛パクチー　off vocal

### デジタルシングル
あいまいハロー（リリース:2023.03.01）
1. あいまいハロー

怪盗ダンサー（リリース:2023.06.01）
1. 怪盗ダンサー

フユノハナビ。（リリース:2023.07.03）
1. フユノハナビ。

カンフーハロウィン（リリース:2023.09.26）
1. カンフーハロウィン

ぼくの初恋心拍論（リリース:2023.11.01）
1. ぼくの初恋心拍論

恋愛パクチー（リリース:2023.12.01）
1. 恋愛パクチー

アソベンチャー（リリース:2024.07.29）
1. アソベンチャー

ハルカナアルカナ（リリース:2024.08.22）
1. ハルカナアルカナ

纏うものがたり（リリース:2024.11.28）
1. 纏うものがたり

あいくらふと（リリース:2025.01.17）
1. あいくらふと

### アルバム
キミとね。（リリース:2025.02.26）
1. あいまいハロー
2. カンフーハロウィン
3. ハルカナアルカナ
4. アソベンチャー
5. ASOVENTURE〜Another Ensemble～
6. フユノハナビ。
7. レイドバックジャーニー
8. 恋愛パクチー〜Skillet Mix〜
9. あいくらふと
10. 怪盗ダンサー
11. ウォン・テッド
12. 纏うものがたり
13. MATOUMONOGATARI〜Another Ensemble～
14. ぼくの初恋心拍論〜二人だけで演奏してみた〜 (ボーナストラック)
15. レイドバックジャーニー〜二人だけで演奏してみた〜 (ボーナストラック)